# Kroktjärnen (Hassela socken, Hälsingland)
Kroktjärnen är en sjö i Nordanstigs kommun i Hälsingland och ingår i Gnarpsåns huvudavrinningsområde.